# De volksjury
De volksjury is een Belgische 'true-crime'-podcast van Silke Vandenbroeck en Laura Scheerlinck. In de podcast worden waargebeurde misdaden besproken. De podcast is vernoemd naar de volksjury die deel uitmaakt van het hof van assisen, een rechtscollege in België. In mei 2021 brachten de makers een boek uit waarin op een op de podcast gelijkende manier zaken worden besproken, aangevuld met expertinterviews. Eind 2022 kwam er een opvolger van dit boek met hetzelfde concept.
De eerste aflevering werd in 2017 gepubliceerd. Per aflevering krijgt de podcast rond de 20.000 luisteraars. In 2022 was "De Volksjury" de meest beluisterde podcast in België.De afleveringen kenmerken zich door de informele stijl waarmee misdaden besproken worden. Het doel van de makers zou niet zijn om volledig correct alle feiten weer te geven, maar eerder op toegankelijke wijze misdaden te bespreken. In afleveringen wordt naast misdaden dan ook vaak gesproken over alledaagse zaken, vaak vooraf tijdens het segment 'losse flodders'. Geregeld wordt hierbij een fles cava geopend. Iedere aflevering worden er één of twee zaken besproken.
Begin 2021 werd er een vierdelige serie over de Bende van Nijvel uitgebracht, waarvan drie delen op dezelfde dag werden opgenomen. In de vierde aflevering werden persoonlijke verhalen en vermoedens van luisteraars besproken. De afleveringen brengen het verhaal van de beruchte bende onder de aandacht van jongeren die tijdens de feiten nog niet geboren waren.
Eerder al brachten de makers een driedelige serie uit over Marc Dutroux, een Belgische misdadiger die in 1996 opgepakt werd voor de ontvoering van meerdere meisjes.
In het voorjaar van 2023 hebben de dames hun (truecrime)luisteraars kunnen ontmoeten gedurende verschillende liveshows in Vlaanderen: Antwerpen, Gent, Hasselt, Oostende, Leuven, Aalst. Elke avond presenteerden ze een nieuwe case. Deze producties werden gerealiseerd met de steun van de tax shelter-maatrgele van de Belgische Overheid via Flanders Tax Shelter. Dit project zou eigenlijk op een eerder moment hebben plaatsgevonden maar werd verschoven door de Coronapandemie.
Ender Scholtens heeft de dames ook uitgenodigd om deel te nemen aan zijn podcast 'Gossip Guy'. De dames leiden de grootste podcast van België.
Sinds 20 maart 2024 kan je de volksjury ook met beeld aan het werk zien op de Vlaamse streamingsdienst Streamz. 

## Inhoud
Afleveringen worden volgens een redelijk vast patroon besproken. Van 19 maart tot en met 28 mei 2020 werd er vanwege de coronapandemie wekelijks een aflevering uitgebracht, waarin ook aanbevelingen werden besproken.
Losse flodders
Het begin van iedere aflevering wordt vrij ingevuld door de makers. Er worden onder meer persoonlijke zaken, nieuwsupdates, updates over de podcast en berichten van luisteraars besproken. Regelmatig wordt hier ook het televisieprogramma De Mol besproken.
Aanbevelingen
Gedurende de periode dat er wekelijks werd opgenomen, werden er ook persoonlijk aanbevelingen gedaan. Dit segment had eveneens een vrije vorm. Aanbevelingen gingen onder meer over series, podcasts, films en boeken. Toen de podcast weer tweewekelijks werd opgenomen verdween dit segment als vast onderdeel van de podcast.
De zaak of zaken
Het grootste deel van de aflevering beslaat de misdaad en het hierop volgende onderzoek en rechtszaak. In sommige afleveringen worden twee misdaden besproken, waarbij iedere misdaad in kortere tijd behandeld wordt. Ieder jaar sinds 2020 is er op het einde van het jaar of begin van het jaar een 'special' dit zijn meerdere afleveringen die over een grote zaak gaan. In 2020 was dit de zaak  Dutroux. Het jaar erna in 2021 ging het over de bende van Nijvel. De derde special ging over wie er de familie Frank heeft verraden en heeft getoond waar ze verscholen zaten.

## Afleveringen

### 2017
| Aflevering | Datum            | Titel                  | Onderwerp |
| ---------- | ---------------- | ---------------------- | --- |
| 1          | 31 oktober 2017  | Christine van Hees     | Christine Van Hees, een zestienjarig meisje uit België dat in 1984 werd vermoord.                                 |
| 2          | 7 november 2017  | The Staircase Murder   | De dood van Kathleen Peterson uit de Verenigde Staten in 2001, waarvoor haar echtgenoot in 2003 werd veroordeeld. |
| 3          | 16 november 2017 | Marietje Kessels       | De moord op de Nederlandse Marietje Kessels in 1900.                                                              |
| 4          | 23 november 2017 | De Miyazawa familie    | De moord op een gezin in het Japanse Setagaya in 2000.                                                            |
| 5          | 1 december 2017  | De slachter van Bergen | De Slachter van Bergen, een Belgische seriemoordenaar die in 1996 en 1997 actief was.                             |
| 6          | 7 december 2017  | Amanda Knox            | De moord op Meredith Kercher in Italië in 2007, waarvoor de Amerikaanse Amanda Knox onterecht werd veroordeeld.   |
| 7          | 14 december 2017 | James Richardson       | De Amerikaanse James Richardson, die onterecht werd veroordeeld voor de moord op zijn zeven kinderen in 1967.     |

### 2018
| Aflevering | Datum             | Titel                          | Onderwerp |
| ---------- | ----------------- | ------------------------------ | --- |
| 8          | 11 januari 2018   | Nicky Verstappen               | De dood van Nicky Verstappen, een Nederlandse jongen die in 1998 werd gevonden op de Brunssummerheide.                  |
| 9          | 25 januari 2018   | West Memphis Three             | De drie van West Memphis, drie Amerikaanse mannen die in 1993 veroordeeld werden voor moord.                            |
| 10         | 15 februari 2018  | Paus Johannes Paulus I         | De dood van Paus Johannes Paulus I in 1978.                                                                             |
| 11         | 1 maart 2018      | Elisa Lam                      | De vermissing en dood van Elisa Lam in de Verenigde Staten in 2013.                                                     |
| 12         | 22 maart 2018     | Lake Bodom Murders             | De moord op drie tieners aan het Bodommeer in 1960.                                                                     |
| 13         | 19 april 2018     | De gezusters Bollens           | De Belgische zussen Bollens, die veroordeeld werden voor de moord op hun vader in 1997.                                 |
| 14         | 3 mei 2018        | Golden State Killer            | Joseph James DeAngelo, een Amerikaans seriemoordenaar, serieverkrachter en inbreker die tussen 1973 en 1986 actief was. |
| 15         | 17 mei 2018       | Natalee Holloway               | De verdwijning van Natalee Holloway in 2005 op Aruba.                                                                   |
| 16         | 31 mei 2018       | The honeymoon killer           | De dood van de Amerikaanse Tina Watson tijdens het duiken op haar huwelijksreis in Australië in 2003.                   |
| 17         | 21 juni 2018      | Tamara Morris en pastoor Meert | De verdwijning van de Belgische Tamara Morris in 2006 en de moord op de eveneens Belgische pastoor Meert in 1994.       |
| 18         | 5 juli 2018       | Oscar Pistorius                | Oscar Pistorius, een Zuid-Afrikaans sporter die werd veroordeeld voor de moord op zijn vriendin in 2013.                |
| 19         | 19 juli 2018      | Maddie McCann                  | De verdwijning van Madeleine McCann in Portugal in 2007.                                                                |
| 20         | 2 augustus 2018   | Tupac Amaru Shakur             | De moord op de Amerikaanse rapper Tupac Shakur in 1996.                                                                 |
| 21         | 16 augustus 2018  | Peter De Vleesschauwer         | De moord op de Belgische Rijkswachter Peter de Vleeschauwer in 1996.                                                    |
| 22         | 31 augustus 2018  | The Villisca Axe Murders       | De bijlmoorden van Villisca in de Verenigde staten in 1912.                                                             |
| 23         | 13 september 2018 | Kris Kremers en Lisanne Froon  | De verdwijning en dood van de Nederlandse Kris Kremers en Lisanne Froon op reis in Panama in 2014.                      |
| 24         | 27 september 2018 | De Taman Shud zaak             | De dood van een ongeïdentificeerde man in 1948 in Australië, ook wel de 'Somerton man'.                                 |
| 25         | 11 oktober 2018   | Jack The Ripper                | Jack the Ripper, een seriemoordenaar uit het Verenigd Koninkrijk die actief was in 1888.                                |

### 2019
| Aflevering | Datum             | Titel                          | Onderwerp |
| ---------- | ----------------- | ------------------------------ | --- |
| 26         | 22 augustus 2019  | De Parachutemoord              | De moord op de Belgische Els van Doren in 2006.                                                                                               |
| 27         | 5 september 2019  | De Galapagos-affaire           | Een reeks verdwijningen op het eiland Floreana in de jaren 30 van de 20e eeuw.                                                                |
| 28         | 19 september 2019 | De Puttense moordzaak          | De Puttense moordzaak, waarin twee Nederlandse mannen onterecht veroordeeld werden voor de moord op Christel Ambrosius in 1994.               |
| 29         | 3 oktober 2019    | Keith Warren                   | De vermeende zelfmoord van de Amerikaanse Keith Warren in 1986.                                                                               |
| 30         | 17 oktober 2019   | H.H. Holmes                    | H.H. Holmes, een Amerikaanse man die bekend staat als een van de eerste gedocumenteerde seriemoordenaars in de moderne betekenis van de term. |
| 31         | 31 oktober 2019   | Annecy shootings               | De viervoudige moord in het Franse Annecy in 2012.                                                                                            |
| 32         | 14 november 2019  | Andras Pandy                   | András Pándy, een Hongaars-Belgische dominee die in 2002 schuldig werd bevonden aan meerdere moorden.                                         |
| 33A        | 5 december 2019   | Marc Dutroux: de verdwijningen | De verdwijningen in de zaak Dutroux, in de jaren 80 en 90 van de vorige eeuw.                                                                 |
| 33B        | 12 december 2019  | Marc Dutroux: het onderzoek    | Het onderzoek naar verdwijningen en moorden in de zaak Dutroux.                                                                               |
| 33C        | 19 december 2019  | Marc Dutroux: het proces       | Het proces waarin de Belgische Marc Dutroux in 2004 werd berecht.                                                                             |

### 2020
| Aflevering | Datum             | Titel                                                       | Onderwerp |
| ---------- | ----------------- | ----------------------------------------------------------- | --- |
| 34         | 9 januari 2020    | Noida double murder case                                    | De tweevoudige moord op een meisje en een bediende in het Indische Noida in 2008. |
| 35         | 23 januari 2020   | Het ongeluk in de Djatlovpas                                | Het Ongeluk in de Djatlovpas, waarbij in 1959 door onbekende reden een groep klimmers om het leven kwam.                                                                                      |
| 36         | 6 februari 2020   | Bernard Wesphael                                            | Belgisch oud-politicus Bernard Wesphael, die in 2013 aangehouden werd op verdenking van moord op zijn vrouw.                                                                                  |
| 37         | 20 februari 2020  | De verdwijning van Andrew Gosden                            | De verdwijning van Andrew Gosden, een britse tiener, in 2007. |
| 38         | 5 maart 2020      | Heaven's Gate                                               | Heaven's Gate, een religieuze sekte uit de Verenigde Staten die bekend werd toen 39 leden in 1997 gezamenlijk zelfmoord pleegden.                                                             |
| 39         | 19 maart 2020     | De verdwenen sasmeester van Kachtem en de 'My Way' killings | De verdwijning van de Belgische Marcel Coopman, een sluiswachter in Kachtem, in 1974 en de afkeer tegen het afspelen van het lied My Way in Filipijnse karaokebars.                           |
| 40         | 26 maart 2020     | Renée Hartevelt                                             | Renée Hartevelt, een Nederlands studente die in 1981 door Issei Sagawa werd vermoord en opgegeten in Frankrijk.                                                                               |
| 41         | 2 april 2020      | Carbon Copy Murders                                         | De moorden op twee vrouwen in het Engelse Erdington in 1817 en 1975. |
| 42         | 9 april 2020      | June & Jennifer Gibbons                                     | De tweeling June en Jennifer Gibbons, die opgroeiden in Wales en in 1981 na enkele misdaden werden opgenomen in een psychiatrisch ziekenhuis.                                                 |
| 43         | 16 april 2020     | JonBenét Ramsey                                             | De moord op de Amerikaanse JonBenét Ramsey in 1996, waarvoor de ouders een tijdlang als belangrijkste verdachten golden.                                                                      |
| 44         | 23 april 2020     | Joseph Kallinger                                            | Joseph Kallinger, een Amerikaanse seriemoordenaar die in 1974 en 1975 met zijn zoon meerdere moorden en mishandelingen pleegde.                                                               |
| 45         | 30 april 2020     | De zaak Jespers                                             | Guy Jespers, een Belgisch magistraat die in 1978 werd veroordeeld wegens miljoenendiefstal en een moordpoging op zijn vrouw.                                                                  |
| 46         | 7 mei 2020        | Tanja Groen                                                 | De verdwijning van Tanja Groen, die in 1993 speelde in de buurt van Maastricht. |
| 47         | 14 mei 2020       | Gypsy Rose & Dee Dee Blanchard                              | De moord op de Amerikaanse Dee Dee Blanchard in 2015, waarvoor haar dochter werd berecht. |
| 48         | 21 mei 2020       | Prinsen in de toren                                         | De verdwijning van Koning Eduard V van Engeland en diens broer Richard van Shrewsbury in de vijftiende eeuw.                                                                                  |
| 49         | 28 mei 2020       | Moord in Het Vraagteken                                     | De drievoudige moord in het café Het Vraagteken, in het Belgische Geraardsbergen in 2003. |
| 50         | 11 juni 2020      | Kendrick Johnson                                            | De dood van de Amerikaanse Kendrick Johnson in 2013, waarvan door sommigen gedacht wordt dat het een moord betreft.                                                                           |
| 51         | 25 juni 2020      | De balpenmoord                                              | De balpenmoord in 1991, een moordzaak over de dood van een 53-jarige vrouw in Leiden. |
| 52         | 9 juli 2020       | Walter Collins                                              | De kippenhokmoorden van Wineville in de Verenigde staten, waarbij in 1928 meerdere jonge jongens overleden.                                                                                   |
| 53         | 23 juli 2020      | De Dippolito's                                              | Delilah Dippolito, een Amerikaanse vrouw die in 2017 berecht werd voor de opdracht tot moord van haar man. De zaak werd bekend doordat deze te zien was in een Amerikaans televisieprogramma. |
| 54         | 6 augustus 2020   | De zwarte weduwe en de moord op het levend standbeeld       | Marie Becker, een Belgisch seriemoordenaar die tussen 1933 en 1936 actief was en de Nederlandse Renate Jonkers, die in 2008 stierf tijdens een sektarisch ritueel.                            |
| 55         | 20 augustus 2020  | Caylee Anthony                                              | De dood van het Amerikaanse meisje Caylee Anthony in 2008, waarvan haar moeder werd verdacht.                                                                                                 |
| 56         | 3 september 2020  | Jullie verhalen                                             | Ingezonden verhalen van luisteraars over waargebeurde misdaad. |
| 57         | 17 september 2020 | Stacy en Nathalie                                           | De ontvoering en moord op Nathalie Mahy en Stacy Lemmens in België in 2006. |
| 58         | 1 oktober 2020    | Junko Furuta                                                | De ontvoering, marteling en moord op Junko Furuta, een Japanse tiener, in 1988 en 1989. |
| 59         | 15 oktober 2020   | de spoorwegdood                                             | De spoorwegmoord in 2003, waarbij een Nederlandse vrouw om het leven kwam en waarvoor haar echtgenoot meermaals terecht stond.                                                                |
| 60         | 29 oktober 2020   | De Romands                                                  | Jean-Claude Romand, een Franse man die in 1993 zijn gezin en ouders uitmoordde. |
| 61         | 12 november 2020  | Familiedrama in Merksem                                     | Het familiedrama in het Belgische Merksem in 2001. |
| 62         | 26 november 2020  | Tamla Horsford                                              | De dood van de Amerikaanse Tamla Horsford 2018, waarvan gesteld werd dat het om een ongeluk ging, maar die in 2020 na protesten werd heropend.                                                |

### 2021
| Aflevering | Datum             | Titel                                      | Onderwerp |
| ---------- | ----------------- | ------------------------------------------ | --- |
| 63A        | 28 januari 2021   | De Bende van Nijvel: de feiten             | De gepleegde misdaden door de Belgische Bende van Nijvel in 1982, 1983 en 1985.                                         |
| 63B        | 4 februari 2021   | De Bende van Nijvel: de pistes             | De onderzoeksrichtingen in het onderzoek naar de Bende van Nijvel.                                                      |
| 63C        | 11 februari 2021  | De Bende van Nijvel: het onderzoek na 2000 | De gang van zaken in het onderzoek naar de Bende van Nijvel na 2000.                                                    |
| 63D        | 25 februari 2021  | De Bende van Nijvel: jullie verhalen       | De door luisteraars ingezonden verhalen en denkwijzen over de Bende van Nijvel.                                         |
| 64         | 11 maart 2021     | Kaspar Hauser                              | Kaspar Hauser, een Duitse vondeling, ook wel 'levende legende' en zijn dood in 1833.                                    |
| 65         | 25 maart 2021     | Ihsane Jarfi                               | Ihsane Jarfi, de eerste officiële dode als gevolg van homofobie in België.                                              |
| 66         | 22 april 2021     | Timmothy Pitzen                            | De verdwijning van de zesjarige Amerikaanse jongen Timmothy Pitzen in 2011.                                             |
| 67         | 7 mei 2021        | Het Monster van Kičevo                     | De moorden op verschillende vrouwen in de Macedonische stad Kičevo, waarvoor journalist Vlado Taneski werd veroordeeld. |
| 68         | 20 mei 2021       | De beerputmoord                            | De moord op Roger Kerckaert, een boer uit het West-Vlaamse Oostkamp, in 1994.                                           |
| 69         | 3 juni 2021       | De wokmoord                                | De moord op de Alphense Joost Vastenhouw in 2006.                                                                       |
| 70         | 17 juni 2021      | Michael Malloy                             | De moord(pogingen) op Michael Malloy in New York in 1933.                                                               |
| 71         | 1 juli 2021       | Bich en Hann Pan                           | Homejacking op het gezin van Bich en Hann Pan.                                                                          |
| 72         | 15 juli 2021      | Peter R. de Vries                          | Naar aanleiding van aanslag op Peter R. de Vries brengen ze een special over hem.                                       |
| 73         | 29 juli 2021      | De augustusmoorden                         | Moord op 3 willekeurige personen op 3 weken tijd.                                                                       |
| 74         | 12 augustus 2021  | De Hinterkaifeck moorden                   | De zesvoudige moord op een familie en hun dienstmeid op de boerderij van Hinterkaifeck in 1922.                         |
| 75         | 26 augustus 2021  | LIVE - de pannenkoekenmoord                | De moord op Roland Lefever, een pannenkoekenbakker uit Nieuwpoort, in 1996.                                             |
| 76         | 23 september 2021 | De Gifmengsters samen met DAMN, HONEY      | Verhaal van 2 gifmengsters samen met de podcast DAMN, HONEY                                                             |
| 77         | 7 oktober 2021    | The lost colony                            | Verhaal van de verdwijning van 115 mensen uit een kolonie                                                               |
| 78         | 21 oktober 2021   | Julie Quintens                             | Verhaal van de moord op Julie Quintens in 2018                                                                          |
| 79         | 4 november 2021   | The Believers                              | Verhaal van de verdwijning van Mark Kilroy                                                                              |
| 80         | 18 november 2021  | Sneha Philip                               | Verdwijning van Sneha Philip op 10 september 2001...                                                                    |
| 81         | 9 december 2021   | Guðmundur en Geirfinnur                    | Verdwijning van 2 mannen in IJsland                                                                                     |

### 2022
| Aflevering | Datum             | Titel                                       | Onderwerp |
| ---------- | ----------------- | ------------------------------------------- | --- |
| -          | 6 januari 2022    | Losse Flodders                              | Een hele verzameling losse flodders                                                                                |
| 82A        | 20 januari 2022   | Anne Frank: context                         | De eerste aflevering van de special over Anne Frank. Eerste aflevering is een schets van de context van WOII       |
| 82B        | 27 januari 2022   | Anne Frank: het achterhuis                  | De tweede aflevering van de special over Anne Frank. De tweede aflevering gaat over het achterhuis en de bewoners. |
| 82C        | 3 februari 2022   | Anne Frank: het verraad                     | De derde aflevering van de special over Anne Frank.                                                                |
| 83         | 17 februari 2022  | De nacht van de waanzin                     | Verhaal over de nacht van 11 op 12 november 2004 van Osman Calli.                                                  |
| 84         | 3 maart 2022      | Martin Brown en Brian Howe                  | Verhaal van de moorden op Martin Brown en Brian Howe in 1968.                                                      |
| 85         | 17 maart 2022     | Harold Shipman                              | Verhaal van de moord op Kathleen Grundy in 1981 door huisarts Harold Shipman.                                      |
| 86         | 31 maart 2022     | Tanneke Sconyncx                            | Verhaal van de veroordeelde 'heks' Tanne Sconyncx (ft. behekste audiorecorder).                                    |
| 87         | 14 april 2022     | LIVE - Amy Lynn Bradley                     | Verhaal van de verdwijning van Amy Lynn Bradley. Live vanop het Podcastfestival in Oostende.                       |
| 88         | 28 april 2022     | Kansloos in Lot                             | Verhaal over hoe de pas afgestudeerde agent Kitty Van Nieuwenhuysen om het leven is gekomen.                       |
| 89         | 12 mei 2022       | Delphine LaLaurie                           | Het verhaal achter de prachtige façade van Delphine LaLauri haar mansion.                                          |
| 90         | 26 mei 2022       | Katherine Schelfhout                        | Hoe het leven van Katherine veranderde na een kroegentocht met haar studentenclub.                                 |
| 91         | 9 juni 2022       | Miguel José Viana en Manoel Pereira da Cruz | Verhaal over hoe deze jonge lichamen op mysterieuze wijze zijn teruggevonden.                                      |
| 92         | 23 juni 2022      | Rodney Alcala                               | Het verhaal van een man die meerdere levens leidde.                                                                |
| 93         | 7 juli 2022       | George Tiller                               | Het verhaal van de Amerikaanse dokter George Tiller.                                                               |
| 94         | 4 augustus 2022   | De Dupont de Ligonnès familie               | Verhaal van hoe dat een gezin van de ene dag op de andere dag verdwenen zijn.                                      |
| 95         | 18 augustus 2022  | Shashia Moreau                              | Het verhaal hoe Shashia van de aardbodem verdwenen is, maar camerabeelden tonen iets anders.                       |
| 96         | 22 september 2022 | De keldermoord                              | Hoe Vanessa Luyks langzaamaan weggehaald is bij haar kinderen en ouders.                                           |
| 97         | 6 oktober 2022    | Max Wenner                                  | Wie was de man die op een winterdag in 1937 uit een vliegtuig viel boven Genk?                                     |
| 98         | 20 oktober 2022   | De radium meisjes                           | Hoe vrouwen tijdens WOI lichtgevende klokken maakten met radium.                                                   |
| 99         | 3 november 2022   | Rachel Ryckewaert                           | De moord op Rachel Ryckewaert                                                                                      |
| 100        | 17 november 2022  | Aum Shinrikyo                               | over de Japanse sekte van Aum Shinrikyo                                                                            |
| 101        | 1 december 2022   | Larissa Dumont                              | Haar lichaam wordt gevonden in een manege.                                                                         |
| 102        | 15 december 2022  | Van Breda-moorden                           | In Zuid-Afrika vindt Henri Van Breda zijn familie uitgemoord.                                                      |

### 2023
| Aflevering | datum             | Titel                                            | onderwerp |
| ---------- | ----------------- | ------------------------------------------------ | --- |
| 103        | 5 januari 2023    | de greppelmoord                                  | Er wordt een lichaam gevonden in een greppel. |
| 104        | 19 januari 2023   | Stephan Hricko                                   | Bij een murdermystery-diner valt een echte dode. |
| 105        | 2 februari 2023   | Leonarda Cianciulli                              | Een Italiaanse vrouw verdwijnt in 1939. |
| 106        | 16 februari 2023  | de familie Goosens                               | In 1998 is er een gezinsdoding, geen oplossing op de vele vragen tot de Humo uitkomt.                                                                        |
| 107        | 2 maart 2023      | Eva Weinfurtner                                  | Een vrouw die vermoord wordt in haar slaap. |
| 108        | 30 maart 2023     | jullie verhalen (deel1)                          | verhalen van luisteraars |
| 109        | 13 april 2023     | jullie verhalen (deel 2)                         | verhalen van luisteraars |
| 110        | 4 mei 2023        | de gezusters Papin                               | René Lancelin vindt zijn vrouw en dochter op een gruwelijke manier vermoordt terug in hun eigen huis.                                                        |
| 111        | 18 mei 2023       | Selena                                           | 90s-zangeres Selena wordt vermoord. |
| 112        | 1 juni 2023       | Columbine shooting                               | Twee gewapende tieners schieten in het rond op een middelbare school.                                                                                        |
| 113        | 15 juni 2023      | de Bijlmerramp                                   | Een vliegtuig crasht bij het Blijmermeer, bij Amsterdam. |
| 114        | 29 juni 2023      | Latifa Hachmi                                    | Een Antwerpse moslima overlijdt na een duiveluitdrijving. |
| 115        | 13 juli 2023      | Otto Warmbier                                    | Een Amerikaanse student bezoekt Noord-Korea en wordt opgepakt en overlijdt uiteindelijk.                                                                     |
| 116        | 27 juli 2023      | de Burke en Hare moorden                         | Een serie van moorden in 1928 in Edinburgh, Schotland. |
| 117        | 10 augustus 2023  | Judith Notermans                                 | Een vrouw wordt onwel tijdens een teamvergadering. |
| 118        | 24 augustus 2023  | Sandra Rivett                                    | In 1974 loopt een vrouw binnen in een pub, ze hangt onder het bloed en roept dat ze aan een moordenaar ontsnapt is.                                          |
| 119        | 7 september 2023  | Latrese Curtis                                   | Een vrouw is vermist en wordt later teruggevonden, ze is in elkaar geslagen en bijna 40 keer neergestoken.                                                   |
| 120        | 21 september 2023 | Christina Almah                                  | Een vrouw wordt gevonden naast de weg, ze net ontsnapt aan een persoon die haar bloed dronk.                                                                 |
| 121A       | 5 oktober 2023    | de Romanovs                                      | Deel van de special over de regeerperiode van de laatste tsaar van Rusland. Eerste aflevering gaat over de Romanov-stamboom.                                 |
| 121B       | 12 oktober 2023   | de Romanovs                                      | Deel van de special over de regeerperiode van de laatste tsaar van Rusland. Tweede aflevering gaat over de ziekte van Aleksej en Raspoetin.                  |
| 121C       | 19 oktober 2023   | de Romanovs                                      | Deel van de special over de regeerperiode van de laatste tsaar van Rusland. Derde aflevering gaan over de oorden en of er nog Romanovs in leven kunnen zijn. |
| 122        | 2 november 2023   | Beweging tot Herstel van de Tien Geboden van God | In het Oegandese dorpje Kanungu schrikken dorpsbewoners op van luide knallen in de ochtend van 17 maart 2000.                                                |
| 123        | 16 november 2023  | LIVE met Pommelien Thijs - de Baarnse moordzaak  | In 1961 vindt een metselaar, die in de tuin van een villa in Baarn een kraantje moet aanleggen, een lichaam.                                                 |
| 124        | 30 november 2023  | Olive Oatman                                     | Het verhaal van de ontvoerde Olive Oatman, haar familie en verhaal.                                                                                          |
| 125        | 14 december 2023  | Joe Van Holsbeeck                                | Een 17-jarige jongen werd vermoord in station Brussel-Centraal                                                                                               |

### 2024
| Aflevering | datum            | Titel                                      | onderwerp |
| ---------- | ---------------- | ------------------------------------------ | --- |
| 126        | 11 januari 2024  | Oklahoma girl scout moorden                | Tijdens een kamp in Camp Scott, in Oaklahoma, worden 3 meisjes die lid waren van de Girl Scouts, brutaal vermoord. |
| 127        | 25 januari 2024  | Fritz Haarmann                             | Twee jongens spelen in de Leine rivier in Hannover in mei 1924 - plots treffen ze aan de oever iets aan wat lijkt op... een menselijke schedel? Een week later spoelt er wéér een schedel aan, en wat later ... nog een. |
| 128        | 8 februari 2024  | Sémira Adamu                               | Sémira Adamu gaat op 22 september 1998 aan boord van een lijnvlucht richting Togo. Ze wordt geflankeerd door zes rijkswachters. Haar verzoek tot asiel in België is afgewezen en dus wordt ze het land uitgezet. Maar aan boord van het vliegtuig loopt het mis.                                                                                                 |
| 129        | 22 februari 2024 | de List familie                            | Wanda Flannery kijkt op 21 mei 1989 naar het televisieprogramma 'America's Most Wanted' en schiet uit haar stoel: ze tonen de buste van ene 'John' - dan al achttien jaar voortvluchtig voor gruwelijke feiten - maar zei meent haar vroegere buurman Robert Clark erin te herkennen. Zou het?                                                                   |
| 130        | 7 maart 2024     | Erik Van Puymbrouck                        | Op woensdag 13 mei 2020 wordt het levenloze lichaam van Erik Van Puymbrouck aangetroffen op de oprit van zijn woning. Eerst wordt er uitgegaan van een spijtig ongeval, maar de autopsie toont aan dat er meer aan de hand is. |
| 131        | 21 maart 2024    | Maria Swanenburg                           | Op vrijdag 14 december 1883 strompelt Hendrik Frankhuizen doodziek een dokterspraktijk binnen in Leiden, Nederland. Zijn vrouw en kind zijn enkele dagen eerder overleden. Uit een autopsie blijkt dat hun overlijden niet natuurlijk is... |
| 132        | 4 april 2024     | de Eriksson tweeling en Glenn Hollinshead  | Op zaterdag 17 mei 2008 komen bij het Britse Highway Agency Control Centre in Birmingham vreemde beelden binnen vanop de M6. Twee vrouwen lopen er op de middenberm, een levensgevaarlijke situatie. De politie wordt erop afgestuurd: de start van een waanzinnige twee dagen.                                                                                  |
| 133        | 18 april 2024    | Nancy Spungen                              | Op 12 oktober 1978 komt er een anoniem telefoontje binnen bij de receptie van het Chelsea Hotel in New York: "er zijn problemen in kamer 100". |
| 134        | 1 mei 2024       | het bloedbad van Tulsa                     | In de Amerikaanse stad Tulsa breekt in 1921 een opstand uit naar aanleiding van de arrestatie van de 19-jarige Dick. |
| 135        | 16 mei 2024      | Amber Hagerman                             | Op 13 januari 1996 maakt de 9-jarige Amber een fietstochtje met haar broer Ricky in hun woonwijk in Arlington, Texas. Wanneer enkel Ricky weer naar huis terugkeert, gaan alle alarmbellen af. |
| 136        | 30 mei 2024      | Jamal Khashoggi                            | Op 2 oktober 2018 stapt Jamal Khashoggi het Saudische consulaat in de Turkse stad Istanbul binnen, hij moet er documenten ophalen voor zijn huwelijk binnenkort. Zijn verloofde Hatice wacht op hem aan de ingang. Bij sluitingstijd is Jamal nog steeds niet buiten.                                                                                            |
| 137        | 13 juni 2024     | Magdalena Solís en de gebroeders Hernández | De 14-jarige Sebastián is op zoek naar goud. Volgens lokale verhalen zou dat te vinden zijn in de grotten buiten het dorp Yerba Buena. De jongen ziet bij valavond een licht flikkeren in een van de grotten en gaat een kijkje nemen. Goud ziet hij niet, wel iets anders...                                                                                    |
| 138        | 27 juni 2024     | Katrina Kahnyak                            | Katrina sluit in april 2007 een telefoongesprek af met haar zus met de belofte om de week erop terug te bellen, maar dat telefoontje komt er niet. Bijna een jaar later doen speurders een gruwelijke ontdekking bij een huiszoeking op de grens van België en Nederland.                                                                                        |
| 139        | 11 juli 2024     | Harrison Okene                             | Op de bodem van de Atlantische oceaan, op 32 kilometer voor de kust van Nigeria, is een duikteam bezig met het ruimen van een gekapseisde sleepboot. Het schip zonk drie dagen eerder: het is dus geen reddingsactie, maar aan de duikers wordt gevraagd om de overleden bemanningsleden naar boven te brengen.                                                  |
| 140        | 25 juli 2024     | Brianna Ghey                               | Hulpdiensten krijgen op 11 februari 2023 een telefoontje van Kathryn, die de hond aan het uitlaten is in een park in Cheshire in het Verenigd Koninkrijk: de vrouw treft in het gras het zwaar toegetakelde lichaam aan van de 16-jarige Brianna. |
| 141        | 8 aug 2024       | Sylvain Dhoest                             | Op 31 maart 1958 treft een wegenwachter de lichamen van Antoon en Claire aan in een Mercedes die geparkeerd staat op een afrit van de E40. In de maanden die volgen wordt de provincie West-Vlaanderen geterroriseerd door een golf van misdrijven en spreekt de bevolking over 'de schrik van West-Vlaanderen'. Een jaar later krijgt die 'schrik' een gezicht. |
| 142        | 22 aug 2024      | Rodney Marks                               | In februari 2000 zien Rodney en zijn 49 collega's het laatste vliegtuig van dat seizoen vertrekken vanop de luchthaven in McMurdo, Antartica. De eerstvolgende vlucht naar de bewoonde wereld staat pas in oktober gepland. Maar daar zal Rodney niet meer levend opstappen...                                                                                   |
| 143        | 5 sep 2024       | Paulette Gebara Farah                      | Wanneer de 4 jarige Paulette 's ochtends onvindbaar is, gaan alle alarmbellen af. De grote middelen worden ingezet, en heel Mexico leeft mee met de zenuwslopende zoektocht naar het kind. |
| 144        | 19 sep 2024      | Sherri Papini                              | Wanneer Keith Papini thuiskomt in een leeg huis, weet hy onmiddellik dat er iets niet pluis is. Als dan ook nog eens blikt dat zin vrouw Sherri de kinderen nog niet is gaan ophalen by de opvang, schiet Keith in actie. Niet veel later treft hy het gsm-toestel van zin vrouw aan het einde van hun op rit maar van Sherri zelf ontbreekt elk spoor           |

## Liveshows
| Plaats    | Datum            | Case   | Case                  |
| --------- | ---------------- | ------ | --------------------- |
| Gent      | 08 Februari 2023 | H.V.H. | Herman van Hiel       |
| Antwerpen | 23 Februari 2023 | I.H.   | Ingrid Hakkert        |
| Leuven    | 09 Maart 2023    | B.S.   | Brian Shaffer         |
| Oostende  | 10 Maart 2023    | A.F.   |                       |
| Mechelen  | 16 Maart 2023    | K.D.I. | Kahmer Daban incident |
| Hasselt   | 22 Maart 2023    | I.W.   | Isdal woman           |
| Kortrijk  | 24 Maart 2023    | C.T.M. |                       |
| Aalst     | 06 April 2023    | B.     |                       |

| Plaats            | Datum            | Case | Case            |
| ----------------- | ---------------- | ---- | --------------- |
| Mechelen          | 09 februari 2024 | L.M. | Lars Mittank    |
| Mechelen          | 10 februari 2024 | L.M. | Lars Mittank    |
| Heist-op-den-berg | 16 februari 2024 | M.C. | Mary Celeste    |
| Heist-op-den-berg | 17 februari 2024 | M.C. | Mary Celeste    |
| Gent              | 22 februari 2024 | L.S. | Lauren Spiercer |
| Gent              | 23 februari 2024 | L.S. | Lauren Spiercer |
| Leuven            | 25 februari 2024 | P.B. | Peter Bergmann  |
| Leuven            | 26 februari 2024 | P.B. | Peter Bergmann  |
| Antwerpen         | 06 maart 2024    | E.S. | Elizabeth Short |
| Antwerpen         | 07 maart 2024    | E.S. | Elizabeth Short |
| Antwerpen         | 08 maart 2024    | E.S. | Elizabeth Short |
| Hasselt           | 20 maart 2024    | R.R. | Rey Riviera     |
| Hasselt           | 21 maart 2024    | R.R. | Rey Riviera     |
| Aalst             | 04 april 2024    | B.J. | Bible John      |
| Aalst             | 05 april 2024    | B.J. | Bible John      |
| Oostende          | 11 april 2024    | D.B. | Dave Bocks      |
| Oostende          | 12 april 2024    | D.B. | Dave Bocks      |
| Amsterdam         | 22 april 2024    | T.C. | Tara Calico     |
| Kortrijk          | 10 mei 2024      | G.W. | Gareth Williams |
| Kortrijk          | 11 mei 2024      | G.W. | Gareth Williams |
| Rotterdam         | 30 mei 2024      | J.F. | Jamison familie |